# H&M
A H & M Hennes & Mauritz AB (röviden: H&M) svéd divatcikk-kiskereskedelmi vállalat, amely 2011-ben a világ 43 országában volt jelen több mint 2300 üzlettel.

## Története
A vállalat 1947-ben jött létre Västerås városában, Svédországban, Erling Persson vezetésével, Hennes néven. Kezdetben csak női ruhákat forgalmaztak. 1968-ban Persson megszerzett egy Mauritz Widforrs nevű vadászati ruházatot értékesítő vállalatot, mely teljesen beleolvadt a régi vállalatába és így lett a cég neve Hennes & Mauritz, azaz H&M. A legtöbb ruhát napjainkban Ázsiában gyártják, többek között Banglades, Kína és Törökország területén.

## Botrányai
2018 januárjában visszatetszést keltett a "coolest monkey in the jungle" feliratú öltözéket viselő fekete kisgyereket ábrázoló reklám, amelyet a cég rövidesen visszavont és elnézést kért.

## A vállalat a világban
Üzleteinek száma 2017. november 30-án:
| Afrika: - Dél-afrikai Köztársaság 17 | Ázsia: - Kína 506 - Japán 82 - Malajzia 44 - Dél-Korea 41 - Fülöp-szigetek 32 - Hongkong 28 - India 27 - Tajvan 12 - Szingapúr 13 - Kazahsztán 3 - Makaó 2 - Vietnám 2 - Grúzia 1 | Európa: - Németország 463 - Egyesült Királyság 292 - Franciaország 240 - Spanyolország 175 - Lengyelország 175 - Olaszország 175 - Svédország 172 - Hollandia 145 - Oroszország 134 - Norvégia 128 - Dánia 110 - Svájc 100 - Belgium 97 - Ausztria 86 - Törökország 70 - Finnország 64 - Románia 56 - Csehország 50 - Magyarország 45 - Görögország 35 - Portugália 32 - Írország 24 - Szlovákia 22 - Bulgária 20 - Horvátország 15 - Szlovénia 13 - Szerbia 12 - Észtország 10 - Luxemburg 10 - Litvánia 9 - Lettország 8 - Izland 2 - Ciprus 1 | Észak-Amerika: - USA 536 - Kanada 91 - Mexikó 37 Dél-Amerika: - Chile 8 - Peru 8 - Kolumbia 3 - Puerto Rico 2 | Ausztrália és Óceánia: - Ausztrália 32 - Új-Zéland 3 Franchise üzletek: 219 - Egyesült Arab Emírségek - Kuvait - Katar - Szaúd-Arábia - Egyiptom - Bahrein - Omán - Libanon - Izrael - Marokkó - Jordánia - Thaiföld - Indonézia |  |

## A vállalat Magyarországon
A cég 2005-ben lépett be a magyar piacra, napjainkban (2018) 45 márkaboltja van.
Budapest (16)
- II. Rákóczi Ferenc út 154-170. (Csepel Plaza)
- Alkotás utca 53. (MOM park)
- Bécsi út 136. (Stop Shop)
- Hadak útja 1. (ETELE PLAZA)
- Futó utca 47-53. (Corvin Plaza)
- Kerepesi út 9. (Arena Mall)
- Lövőház utca 2-6. (Mammut)
- Nagytétényi út 37-43. (Campona)
- Október 23. utca 8-10. (Allee bevásárlóközpont)
- Örs vezér tere 25. (Árkád)
- Szentmihályi út 131. (Pólus Center)
- Váci utca 1.
- Váci út 1-3. (WestEnd City Center)
- Váci út 178. (Duna Plaza)
- Vak Bottyán utca 75. (KöKi Terminál)

Budaörs (1)
- Kinizsi utca 1. (Tesco)

Debrecen (2)
- Csapó utca 30. (Fórum)
- Kishatár út 34/b. (Stop Shop)

Dunakeszi (1)
- Nádas utca 6. (Auchan)

Eger (1)
- Rákóczi út 100. (Tesco)

Érd (1)
- Budai út 13. (Stop Shop)

Gödöllő (1)
- Bossányi Krisztina utca 2. (Stop Shop)

Győr (1)
- Budai út 1. (Árkád)

Hódmezővásárhely (1)
- Hódtó utca 17-19.

Kaposvár (1)
- Berzsenyi Dániel út 1-3. (Kaposvár Plaza)

Kecskemét (2)
- Korona utca 2. (Malom Center)
- Talfája köz 1. (Tesco)

Miskolc (2)
- Szentpáli utca 2-6. (Miskolc Plaza)
- Szentpéteri kapu 103. (Tesco)

Nagykanizsa (1)
- Dózsa György út 123. (Stop Shop)

Nyíregyháza (1)
- Szegfű utca 75. (Nyír Plaza)

Pécs (1)
- Bajcsy-Zsilinszky utca 11. (Árkád)

Siófok (1)
- Fő tér 6. (Sió Plaza)

Sopron (1)
- Lackner Kristóf út 35. (Sopron Plaza)

Szeged (2)
- Kossuth sugárút 119. (Szeged Plaza)
- Londoni körút 3. (Árkád)

Székesfehérvár (1)
- Palotai út 1. (Alba Plaza)

Szolnok (1)
- Felső Szandai rét 1.

Szombathely (1)
- Körmendi út 52-54. (Savaria Plaza)

Tatabánya (1)
- Győri út 7-9. (Vértes Center)

Tököl (1)
- Hermina út 1-3. (Sziget Center)

Vecsés (1)
- Fő út 246-248. (Market Central)

Veszprém (1)
- Budapesti út 20-28. (Balaton Plaza)

Zalaegerszeg (1)
- Balatoni út 5-7. (Zala Park)

### Tervezett üzletek
Budapest
Békéscsaba